# حلزون دریایی قطبی
حلزون دریایی قطبی (نام علمی: Aartsenia arctica) نام یک گونه از رده شکم‌پایان است.